# Gornja Vinča
Gornja Vinča (cyr. Горња Винча) – wieś w Bośni i Hercegowinie, w Republice Serbskiej, w mieście Sarajewo Wschodnie, w gminie Pale. W 2013 roku liczyła 10 mieszkańców.